# St. Cyriakus (Dettensee)

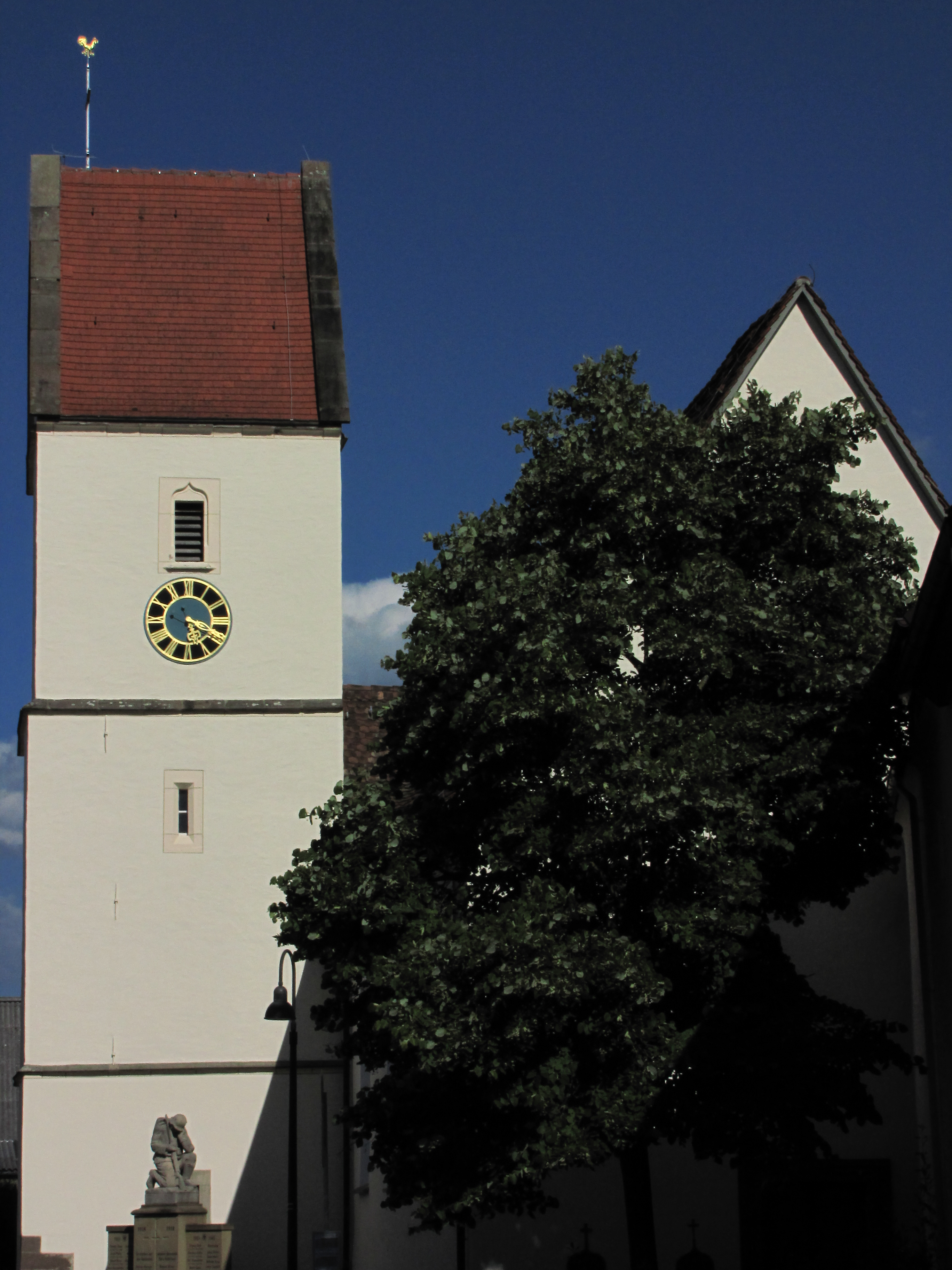
St. Cyriakus (Dettensee)

Die römisch-katholische Pfarrkirche St. Cyriakus ist ein geschütztes Kulturdenkmal nach dem Denkmalschutzgesetz. Sie steht in Dettensee, einem Stadtteil von Horb am Neckar im Landkreis Freudenstadt in Baden-Württemberg. Die Kirchengemeinde gehört zum Dekanat Zollern im Erzbistum Freiburg. Kirchenpatron ist der heilige Cyriakus, einer der vierzehn Nothelfer.

## Beschreibung
Das gotische Langhaus der Saalkirche aus verputzten Bruchsteinen wurde 1783 erweitert. An der Nordwand des eingezogenen, dreiseitig geschlossenen Chors steht ein Chorflankenturm aus dem 15. Jahrhundert, der im Innenraum des Erdgeschosses mit einem Netzgewölbe überspannt ist. An der Südwand des Chorflankenturms steht die Sakristei aus dem 19. Jahrhundert. Das oberste Geschoss des Chorflankenturms beherbergt die Turmuhr und den Glockenstuhl, in dem drei Kirchenglocken hängen. Darauf sitzt quer ein Satteldach.
Unter dem Triumphbogen zwischen Langhaus und Chor befindet sich der Eingang zur Gruft der Grafen von Nellenburg.